# بدولی
بدولی، روستایی واقع در استان آذربایجان غربی ، شهرستان ماکو ، بخش دشتک ، آواجیق شمالی است.

## جمعیت
این روستا در دهستان آواجیق شمالی قرار دارد و براساس سرشماری مرکز آمار ایران در سال ۱۳۹۵، جمعیت آن ۴۲۶
نفر (۱۲۷خانوار) بوده‌است.